# Comesperma breviflorum
Comesperma breviflorum är en jungfrulinsväxtart som beskrevs av L. Pedley. Comesperma breviflorum ingår i släktet Comesperma och familjen jungfrulinsväxter. Inga underarter finns listade i Catalogue of Life.